# Регіон Монреаль
Монреаль (фр. Montréal (région administrative)) — адміністративний регіон провінції Квебек (Канада), включає в себе місто Монреаль.

## Муніципалітети
- Бе-д'Юрфе
- Біконсфілд
- Вестмаунт
- Кот Сен-Люк
- Доллард-де-Ормо
- Дорваль
- Гемпстед
- Кіркленд
- Л'Іль-Дорваль
- Маунт-Рояль
- Монреаль
- Монреаль-Іст
- Монреаль-Уест
- Пуант-Клер
- Сент-Ан-де-Бельве
- Сенневіль

## Демографія
| Рік  | Загальна чисельність населення |
| ---- | ------------------------------ |
| 2001 | 1 812 723                      |
| 2006 | 1 854 442                      |
| 2011 | 1 886 481                      |
| 2016 | 1 942 044                      |

джерело: Recensement du Canada